# Jordy Delem
Jordy José Delem (Le François, Martinica, 18 de marzo de 1993) es un jugador de fútbol profesional martiniqués que juega como mediocampista y su club es el San Antonio F. C. de la USL Championship de Estados Unidos. Es internacional con la selección de Martinica.

## Carrera

### Clubes
Delem comenzó su carrera profesional en el Club Franciscain y el AC Arles-Avignon. El 29 de abril de 2016, firmó con el club de la USL Seattle Sounders FC 2.  Hizo su debut para el club dos días después en un empate 1–1 contra Oklahoma City Energy.
Después de hacer 19 apariciones para Seattle Sounders 2, firmó un contrato con el primer equipo de Seattle Sounders FC el 2 de marzo de 2017. Delem hizo su debut con los Sounders el 31 de marzo de 2017, comenzando de titular en el empate 0-0 contra Atlanta United FC.
| Club                       | País           | Año       | Partidos | Goles |
| -------------------------- | -------------- | --------- | -------- | ----- |
| Club Franciscain           | Martinica      | 2011-2015 | 0        | 0     |
| A. C. Arles-Avignon "II"   | Francia        | 2015      | 11       | 1     |
| A. C. Arles-Avignon        | Francia        | 2015-2016 | 3        | 0     |
| Club Franciscain           | Martinica      | 2016      | 0        | 0     |
| Seattle Sounders 2         | Estados Unidos | 2016      | 19       | 0     |
| Tacoma Defiance (préstamo) | Estados Unidos | 2017      | 10       | 0     |
| Seattle Sounders           | Estados Unidos | 2017-2021 | 53       | 1     |
| San Antonio F. C.          | Estados Unidos | 2022-     |          |       |

### Selección nacional
Delem hizo su debut para Martinica el 2 de mayo de 2012 en un amistoso contra Guyana, partido en el cual marcó su primer gol internacional, el resultado terminó en un empate 2-2. Su gol más destacado fue el que anotó contra México en la fase de grupos de la Copa de Oro de la Concacaf 2019.

#### Goles internacionales
| #  | Fecha                   | Lugar                                                          | Oponente                  | Gol  | Resultado | Competición                             |
| -- | ----------------------- | -------------------------------------------------------------- | ------------------------- | ---- | --------- | --------------------------------------- |
| 1. | 2 de mayo de 2012       | Stade Omnisports, Le Lamentin, Martinica                       | Guyana                    | 2–1  | 2–2       | Partido amistoso                        |
| 2. | 5 de septiembre de 2012 | Stade Omnisports, Le Lamentin, Martinica                       | Islas Vírgenes Británicas | 1–0  | 16–0      | Copa del Caribe de 2012                 |
| 3. | 5 de septiembre de 2012 | Stade Omnisports, Le Lamentin, Martinica                       | Islas Vírgenes Británicas | 10–0 | 16–0      | Copa del Caribe de 2012                 |
| 4. | 6 de febrero de 2016    | Stade Municipal de Vieux-Habitants, Vieux-Habitants, Guadalupe | Guadalupe                 | 1–1  | 1–1       | Partido amistoso                        |
| 5. | 7 de junio de 2016      | Windsor Park, Roseau, Dominica                                 | Dominica                  | 2–0  | 4–0       | Copa del Caribe de 2016                 |
| 6. | 23 de junio de 2019     | Bank of America Stadium, Charlotte, Estados Unidos             | México                    | 2–3  | 2–3       | Copa de Oro de la Concacaf 2019         |
| 7. | 9 de septiembre de 2019 | Hasely Crawford Stadium, Puerto España, Trinidad y Tobago      | Trinidad y Tobago         | 2–2  | 2–2       | Liga de Naciones de la Concacaf 2019-20 |